# جيمس فيتزجيرالد (سياسي)
جيمس فيتزجيرالد هو محامي وقاضي وسياسي أمريكي، ولد في 28 أكتوبر 1851، وتوفي في 17 ديسمبر 1922. نشط حزبياً في الحزب الديمقراطي. وقد انتخب عضو جمعية ولاية نيويورك ‏ وانتخب عضو مجلس ولاية نيويورك ‏.